# 標茶町

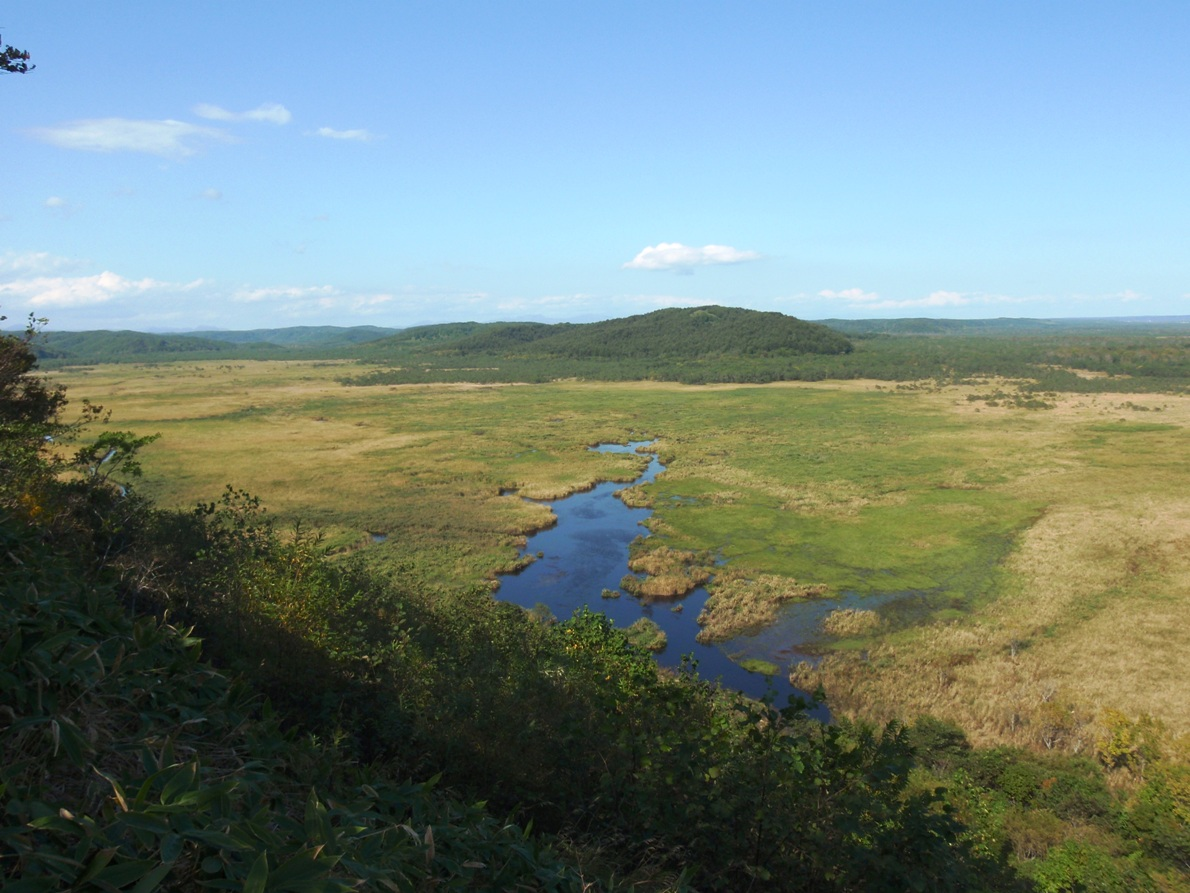
コッタロ湿原

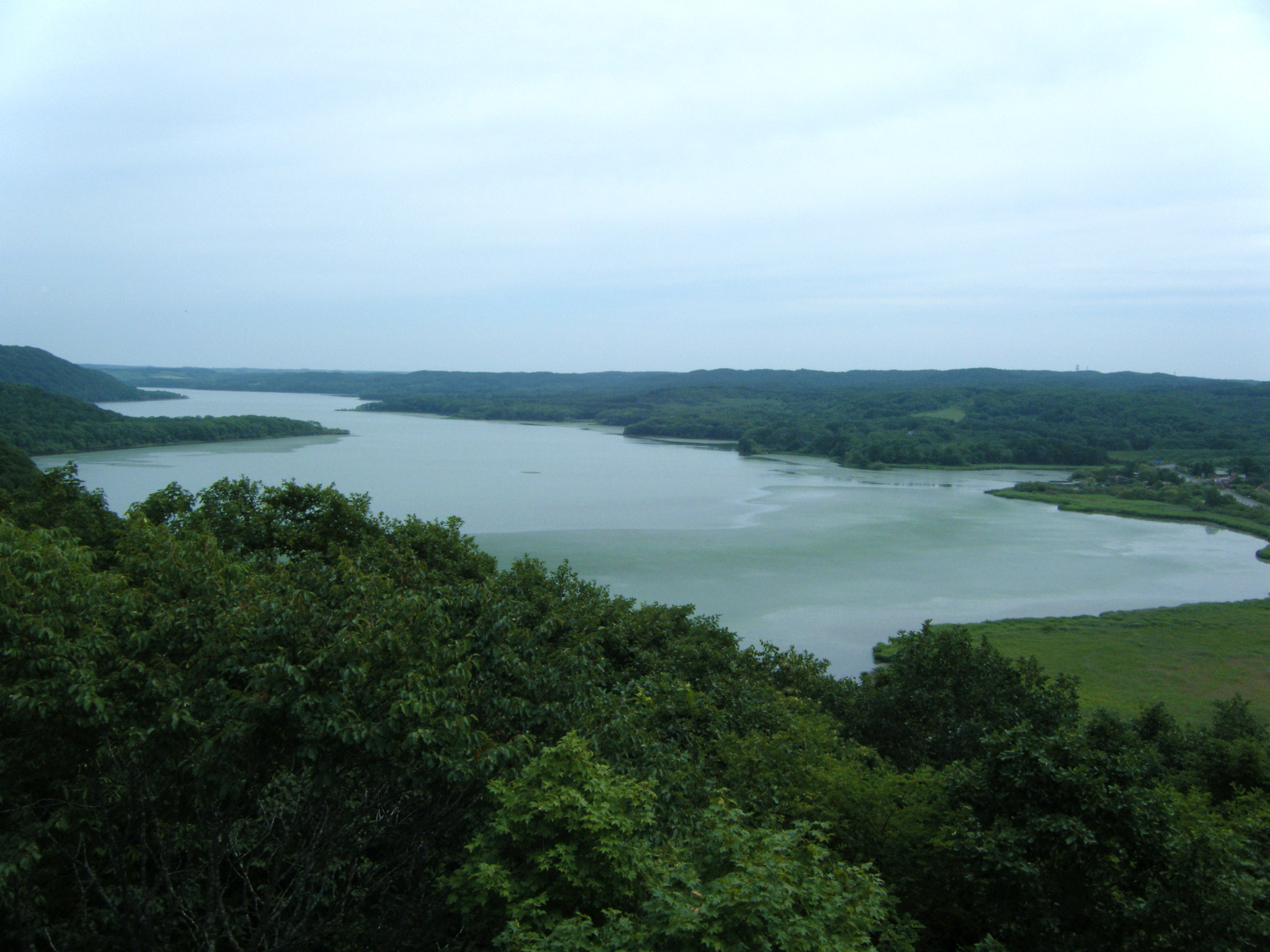
塘路湖

標茶町（しべちゃちょう）は、北海道釧路総合振興局管内の川上郡にある町。主に富山県、長野県からの満蒙開拓団（弥栄開拓団）の引揚者が戦後多数移住した。

## 町名の由来
現市街が設けられている地点のアイヌ語名、「シペッチャ（si-pet-cha）」（大・川・岸）が由来である。この由来についてアイヌ語研究者の山田秀三は、当地はアイヌ時代より現在の釧路と標津・斜里を結ぶ交通の要衝であり、標津や斜里から山越えをして初めて釧路川の大川端に出る地点であるためこの名称が付いたのではないか、と解釈している。

## 地理
釧路総合振興局のほぼ中央に位置する。距離は釧路市中心部から北東に約40km。東は厚岸町、別海町、中標津町、西は鶴居村、南は釧路町、北は弟子屈町と接する。町の面積は1,099.56 km2。日本全国の町村では、6番目に広い。
町を南北に釧路川が流れ、川に沿って釧網本線、国道391号などの交通網が走る。
南部には釧路湿原を有する。釧路湿原の総面積18,290haのうち標茶町が占める面積は11,993haで全体の約65%にあたり、四市町村中最も多い。
町の境界線を北西を上にして見ると羊のように見えるとされている。
- 山: 西別岳（800m）、ヌ牛別岳（760m）
- 河川: 釧路川
- 湖沼: シラルトロ湖、塘路湖

### 隣接している自治体
- 釧路総合振興局
  - 川上郡：弟子屈町
  - 釧路郡：釧路町
  - 厚岸郡：厚岸町
  - 阿寒郡：鶴居村
- 根室振興局
  - 野付郡：別海町
  - 標津郡：中標津町

## 気候
春から初夏にかけては冷涼だが、夏には日照時間は短いながら最高気温が30℃に達することもある。秋は比較的晴天が多いが、晩秋には早朝の冷え込みが厳しくなる。冬季は-25℃前後の気温が観測されることが珍しくなく、寒さが厳しい。
| 標茶（1991年 - 2020年）の気候      | 標茶（1991年 - 2020年）の気候 | 標茶（1991年 - 2020年）の気候 | 標茶（1991年 - 2020年）の気候 | 標茶（1991年 - 2020年）の気候 | 標茶（1991年 - 2020年）の気候 | 標茶（1991年 - 2020年）の気候 | 標茶（1991年 - 2020年）の気候 | 標茶（1991年 - 2020年）の気候 | 標茶（1991年 - 2020年）の気候 | 標茶（1991年 - 2020年）の気候 | 標茶（1991年 - 2020年）の気候 | 標茶（1991年 - 2020年）の気候 | 標茶（1991年 - 2020年）の気候 |
| 月                                 | 1月                           | 2月                           | 3月                           | 4月                           | 5月                           | 6月                           | 7月                           | 8月                           | 9月                           | 10月                          | 11月                          | 12月                          | 年                            |
| ---------------------------------- | ----------------------------- | ----------------------------- | ----------------------------- | ----------------------------- | ----------------------------- | ----------------------------- | ----------------------------- | ----------------------------- | ----------------------------- | ----------------------------- | ----------------------------- | ----------------------------- | ----------------------------- |
| 最高気温記録 °C （°F）             | 7.8 (46)                      | 12.4 (54.3)                   | 17.0 (62.6)                   | 27.5 (81.5)                   | 32.8 (91)                     | 32.7 (90.9)                   | 35.2 (95.4)                   | 35.1 (95.2)                   | 31.7 (89.1)                   | 25.7 (78.3)                   | 21.0 (69.8)                   | 14.1 (57.4)                   | 35.2 (95.4)                   |
| 平均最高気温 °C （°F）             | −1.4 (29.5)                   | −0.9 (30.4)                   | 3.2 (37.8)                    | 9.8 (49.6)                    | 15.6 (60.1)                   | 18.8 (65.8)                   | 22.0 (71.6)                   | 23.5 (74.3)                   | 20.8 (69.4)                   | 15.5 (59.9)                   | 8.5 (47.3)                    | 1.3 (34.3)                    | 11.4 (52.5)                   |
| 日平均気温 °C （°F）               | −7.9 (17.8)                   | −7.1 (19.2)                   | −2.1 (28.2)                   | 3.6 (38.5)                    | 9.0 (48.2)                    | 13.0 (55.4)                   | 16.9 (62.4)                   | 18.4 (65.1)                   | 15.3 (59.5)                   | 8.9 (48)                      | 2.0 (35.6)                    | −5.2 (22.6)                   | 5.4 (41.7)                    |
| 平均最低気温 °C （°F）             | −15.2 (4.6)                   | −14.7 (5.5)                   | −8.1 (17.4)                   | −2.3 (27.9)                   | 3.1 (37.6)                    | 8.4 (47.1)                    | 13.0 (55.4)                   | 14.6 (58.3)                   | 10.2 (50.4)                   | 2.3 (36.1)                    | −4.4 (24.1)                   | −12.1 (10.2)                  | −0.4 (31.3)                   |
| 最低気温記録 °C （°F）             | −29.5 (−21.1)                 | −29.4 (−20.9)                 | −24.3 (−11.7)                 | −14.6 (5.7)                   | −7.1 (19.2)                   | −2.8 (27)                     | 2.6 (36.7)                    | 3.5 (38.3)                    | −1.7 (28.9)                   | −8.3 (17.1)                   | −16.2 (2.8)                   | −26.0 (−14.8)                 | −29.5 (−21.1)                 |
| 降水量 mm （inch）                 | 35.4 (1.394)                  | 22.8 (0.898)                  | 49.3 (1.941)                  | 76.3 (3.004)                  | 105.7 (4.161)                 | 97.2 (3.827)                  | 119.1 (4.689)                 | 158.8 (6.252)                 | 152.9 (6.02)                  | 111.0 (4.37)                  | 70.7 (2.783)                  | 56.0 (2.205)                  | 1,054.9 (41.531)              |
| 降雪量 cm （inch）                 | 86 (33.9)                     | 70 (27.6)                     | 73 (28.7)                     | 31 (12.2)                     | 0 (0)                         | 0 (0)                         | 0 (0)                         | 0 (0)                         | 0 (0)                         | 0 (0)                         | 8 (3.1)                       | 69 (27.2)                     | 338 (133.1)                   |
| 平均降水日数 （≥1.0 mm）           | 5.8                           | 5.1                           | 7.4                           | 9.4                           | 10.7                          | 9.9                           | 11.2                          | 11.8                          | 11.7                          | 9.7                           | 8.5                           | 7.2                           | 106.6                         |
| 平均月間日照時間                   | 149.8                         | 152.3                         | 171.6                         | 160.2                         | 161.4                         | 131.4                         | 108.4                         | 112.3                         | 128.7                         | 152.4                         | 145.5                         | 145.1                         | 1,719                         |
| 出典1：Japan Meteorological Agency |                               |                               |                               |                               |                               |                               |                               |                               |                               |                               |                               |                               |                               |
| 出典2：気象庁                      |                               |                               |                               |                               |                               |                               |                               |                               |                               |                               |                               |                               |                               |

## 沿革
金子遺跡や二ツ山遺跡、茅沼遺跡をはじめ、先史時代の遺跡が200以上確認されており、古くより人が暮らしていたことが分かっており、その子孫が現在のアイヌ民族と考えられる。
江戸時代には、トウロ（塘路）やニシベツ（虹別）などにアイヌが集落を形成して暮らしていたことが松浦武四郎などの記録に残されている。
1885年に網走刑務所の前身である釧路集治監が開設された。郡役場や戸長役場、日本銀行の出張所も設置され、一時期は釧路に匹敵する規模の町となった。服役する囚人は最盛期で2000人近くに上り、釧路-網走間の道路の建設、釧路鉄道の建設、川湯のアトサヌプリ（硫黄山）での硫黄の採掘などの役にあたった。
1887年には硫黄山の硫黄の輸送のため、標茶-硫黄山間に北海道で二番目の鉄道が建設された。硫黄は標茶で積み替え、釧路までは水運で運ばれたが、乱掘のため資源が枯渇し、採掘は9年足らずで廃止された。
1901年に釧路集治監は廃止され、機能は網走分監に移される。1903年の弟子屈村の分離も重なり、人口が激減するが、1908年に軍馬補充部が集治監跡地へ設置されたことにより、再び町は活気にあふれた。軍馬補充部は1945年に廃止、敷地の一部と建物は戦後まもなく開校した標茶高校に、残りの敷地は農地等に転用された。標茶高校の敷地が広いのは、これらの歴史的経緯のためである。
- 1885年（明治18年）釧路集治監開設、塘路に熊牛村（くまうしむら）外四ヶ村戸長役場が設置される[3]。
- 1887年（明治20年）硫黄山の硫黄の輸送のため、標茶-硫黄山間に鉄道（釧路鉄道）建設。
- 1892年（明治25年）香川県の移民団「貫誠社」が塘路に入植するが、半年で解散。
- 1901年（明治34年）釧路集治監廃止[3]。
- 1903年（明治36年）弟子屈・屈斜路の両村が弟子屈外一村戸長役場（現在の弟子屈町）として分離する。
- 1908年（明治41年）軍馬補充部川上支部設置[3]。
- 1923年（大正12年）熊牛村となる[3]。
- 1924年（大正14年） 虹別一帯で農地の開発が行われて大規模な入植が始まる。昭和初期まで3回にわたり300戸が移住してきたが多くは失敗に終わる[5]。
- 1927年（昭和 2年）釧網本線が標茶まで全通[3]。
- 1929年（昭和 4年）熊牛村から標茶村に改称する[3]。改称理由は「熊牛」という名前が山奥を連想させるため
- 1945年（昭和20年）軍馬補充部川上支部廃止[3]。
- 1950年（昭和25年）11月1日 町制施行、標茶町[6]
- 1953年（昭和28年）標茶駅前大火により104戸が焼失[3]。
- 1954年（昭和29年）弟子屈町から釧路市に向かう昭和天皇、香淳皇后のお召し列車が標茶駅に停車。駅前奉迎が行われた[7]。
- 1955年（昭和30年）太田村の一部（現在の茶安別地区）を合併[3]。
- 1956年（昭和31年）林野庁のパイロットフォレスト事業が始まる。原野にカラマツを植栽[8]。
- 1969年（昭和44年） 標茶町開道100年。記念事業として集治監本庁舎を釧路湖畔に移設して郷土博物館とする[9]。

## 経済

### 産業
主要産業は酪農。農家の戸数は年々減少しているが、逆に乳牛の頭数は増大、大規模化が進んでいる。標茶町で酪農が開始されたのは昭和に入ってからで数戸の酪農家が生乳をバター、クリーム等に加工して釧路で販売していた。昭和9年頃から各地で集乳所が建てられ、本格的に酪農が行われるようになった。
近年は南部の塘路湖を中心とした観光開発が進み、釧網本線のトロッコ列車「くしろ湿原ノロッコ号」が釧路駅 - 塘路駅間にて運転されている。塘路湖ではカヌー体験などが可能。冬季はSL冬の湿原号が釧路駅 - 標茶駅間にて運転されている。
- 釧路内陸標茶工業団地（優遇措置あり）

### 金融機関
- 大地みらい信用金庫標茶支店
- 北洋銀行標茶支店

### 立地企業
- 雪印メグミルク株式会社（旧：雪印乳業株式会社） 磯分内工場

### 農協・漁協
- 標茶町農業協同組合（JAしべちゃ）
- 塘路漁業協同組合
- 北海道農業共済組合（NOSAI北海道）
  - 釧路中部支所
  - 標茶家畜診療所
  - 標茶家畜診療所阿歴内分室
  - 虹別家畜診療所

### 郵便局
- 標茶郵便局（集配局）
- 塘路郵便局（集配局）
- 虹別郵便局（集配局）
- 磯分内郵便局
- 久著路簡易郵便局
- 阿歴内簡易郵便局
- 上オソツベツ簡易郵便局

### 宅配便
- ヤマト運輸：道東主管支店摩周センター（弟子屈町）
- 佐川急便：釧路営業所（釧路市）

## 公共機関

### 警察
弟子屈警察署
- 標茶駐在所
- 磯分内駐在所
- 塘路駐在所

### 消防
- 釧路北部消防事務組合標茶消防署

### 林野庁
- 北海道森林管理局標茶森林事務所

## 地域
標茶（市街地）、磯分内、厚生、多和、栄、ルルラン、南標茶、五十石、沼幌、虹別、阿歴内、塘路、久著呂、オソベツ、茶安別、茅沼

### 人口
| |                                        |  |
| 標茶町と全国の年齢別人口分布（2005年） | 標茶町の年齢・男女別人口分布（2005年） |  |
| ■紫色 ― 標茶町 ■緑色 ― 日本全国 | ■青色 ― 男性 ■赤色 ― 女性              |  |
| 標茶町（に相当する地域）の人口の推移 \| 1970年（昭和45年） \| 13,832人 \| \| \| 1975年（昭和50年） \| 12,737人 \| \| \| 1980年（昭和55年） \| 12,297人 \| \| \| 1985年（昭和60年） \| 11,633人 \| \| \| 1990年（平成2年） \| 10,701人 \| \| \| 1995年（平成7年） \| 10,015人 \| \| \| 2000年（平成12年） \| 9,388人 \| \| \| 2005年（平成17年） \| 8,936人 \| \| \| 2010年（平成22年） \| 8,278人 \| \| \| 2015年（平成27年） \| 7,742人 \| \| \| 2020年（令和2年） \| 7,230人 \| \| |                                        |  |
| 総務省統計局 国勢調査より |                                        |  |
| 1970年（昭和45年） | 13,832人                               |  |
| 1975年（昭和50年） | 12,737人                               |  |
| 1980年（昭和55年） | 12,297人                               |  |
| 1985年（昭和60年） | 11,633人                               |  |
| 1990年（平成2年） | 10,701人                               |  |
| 1995年（平成7年） | 10,015人                               |  |
| 2000年（平成12年） | 9,388人                                |  |
| 2005年（平成17年） | 8,936人                                |  |
| 2010年（平成22年） | 8,278人                                |  |
| 2015年（平成27年） | 7,742人                                |  |
| 2020年（令和2年） | 7,230人                                |  |

人口は1963年（昭和38年）の18,539人（住民基本台帳）をピークに減少が続く。

### 教育
町内にある北海道標茶高等学校は日本一広い高校（大学を除けば日本一広い学校でもあり、大学も含めた単一キャンパスの広さでは日本で三番目）。敷地面積は255万平方メートル。釧路管内で初めて総合学科が設置された。
- 大学関連施設
  - 京都大学農学部附属演習林
- 高等学校
  - 北海道標茶高等学校（道立）
- 中学校
  - 標茶中学校
  - 虹別中学校
- 小学校
  - 磯分内小学校
  - 標茶小学校
  - 虹別小学校
  - 沼幌小学校
- 小中学校
  - 塘路小中学校
  - 中茶安別（なかちゃんべつ）小中学校
- 閉校した小学校
  - 五十石（ごじっこく）小学校（1970年3月31日閉校）
  - 上磯分内小学校（1970年3月31日閉校）
  - 下茶安別小学校（1970年3月31日閉校）
  - 厚生小学校（1971年3月31日閉校）
  - 阿歴内第三小学校（1976年3月31日閉校）
  - 栄小学校（1978年3月31日閉校）
  - 開盛小学校（1979年3月31日閉校）
  - 萩野小学校（1980年3月31日閉校）
  - 上虹別小学校（1983年3月31日閉校）
  - 北片無去小学校（1984年3月31日閉校）
  - 阿歴内第二小学校（1995年3月31日閉校）
  - 中虹別小学校（2003年3月31日閉校）
  - 上御卒別小学校（2005年3月31日閉校）
  - 弥栄小学校（2007年3月31日閉校）
  - 中御卒別小学校（2014年3月31日閉校）
- 閉校した中学校
  - 磯分内中学校（2012年3月31日閉校）
- 閉校した小中学校
  - 上久著呂（かみくちょろ）小中学校（1969年3月31日閉校）
  - 新久著呂小中学校（1970年3月31日閉校）
  - 久著呂小中学校（1971年3月31日閉校）
  - 上沼幌小中学校（1979年3月31日閉校）
  - 上茶安別小中学校（2002年3月31日閉校）
  - 久著呂中央（くちょろちゅうおう）小中学校（2015年3月31日閉校）
  - 阿歴内（あれきない）小中学校（2016年3月31日閉校）

## 交通

### 空港
- 釧路空港（釧路市）
- 中標津空港（中標津町）

### 鉄道
- 北海道旅客鉄道（JR北海道）

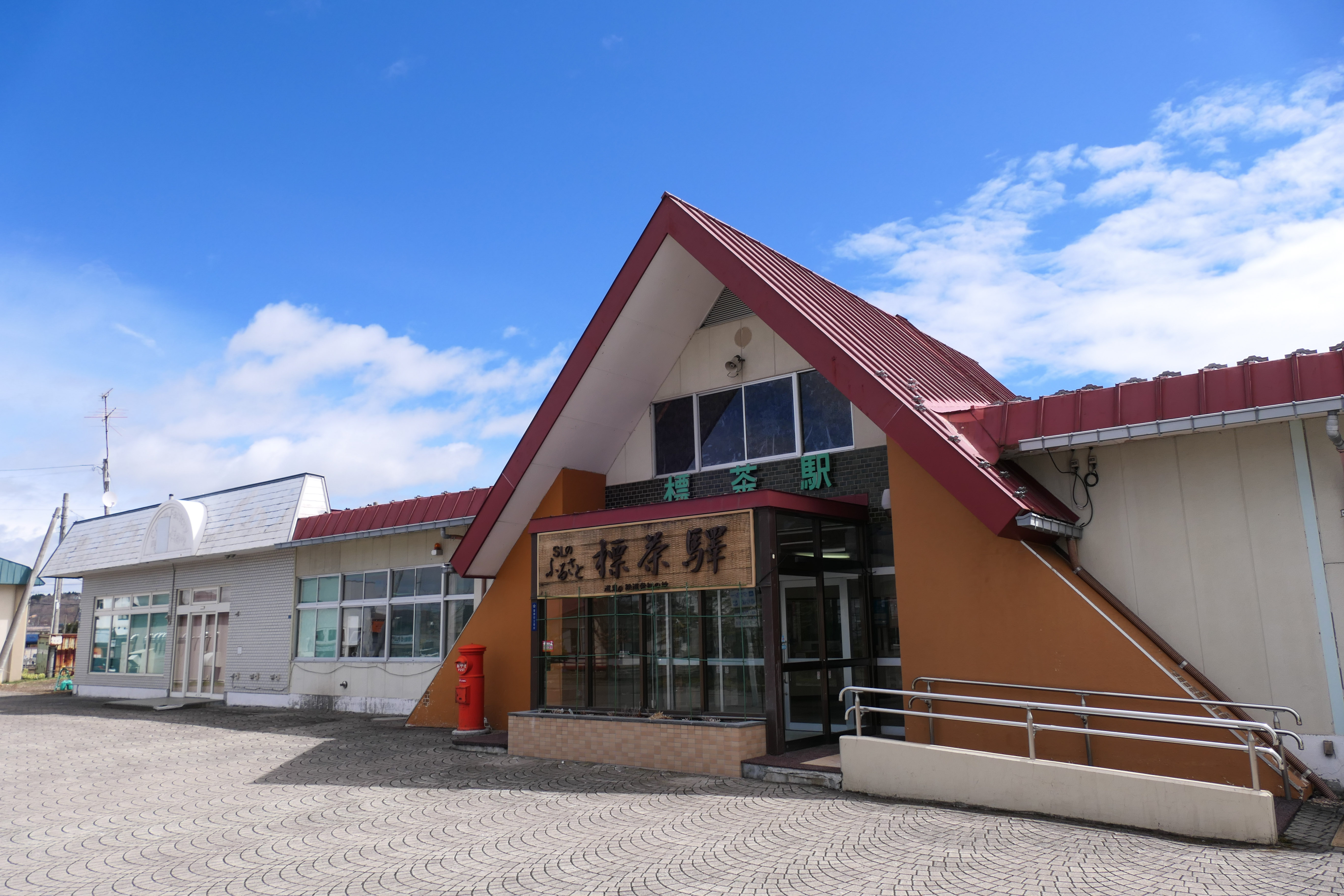
標茶駅

  - 釧網本線 : 磯分内駅 - 標茶駅 - 茅沼駅 - 塘路駅

かつて町内に存在した鉄道
- 釧路鉄道 1896年（明治29年）廃止
- 簡易軌道知安別線 1942年（昭和17年）廃止
- 標茶町営軌道 1971年（昭和46年）廃止
- 北海道旅客鉄道（JR北海道） 標津線 1989年（平成元年） 廃止

### バス
- 標茶町有バス

### ハイヤー

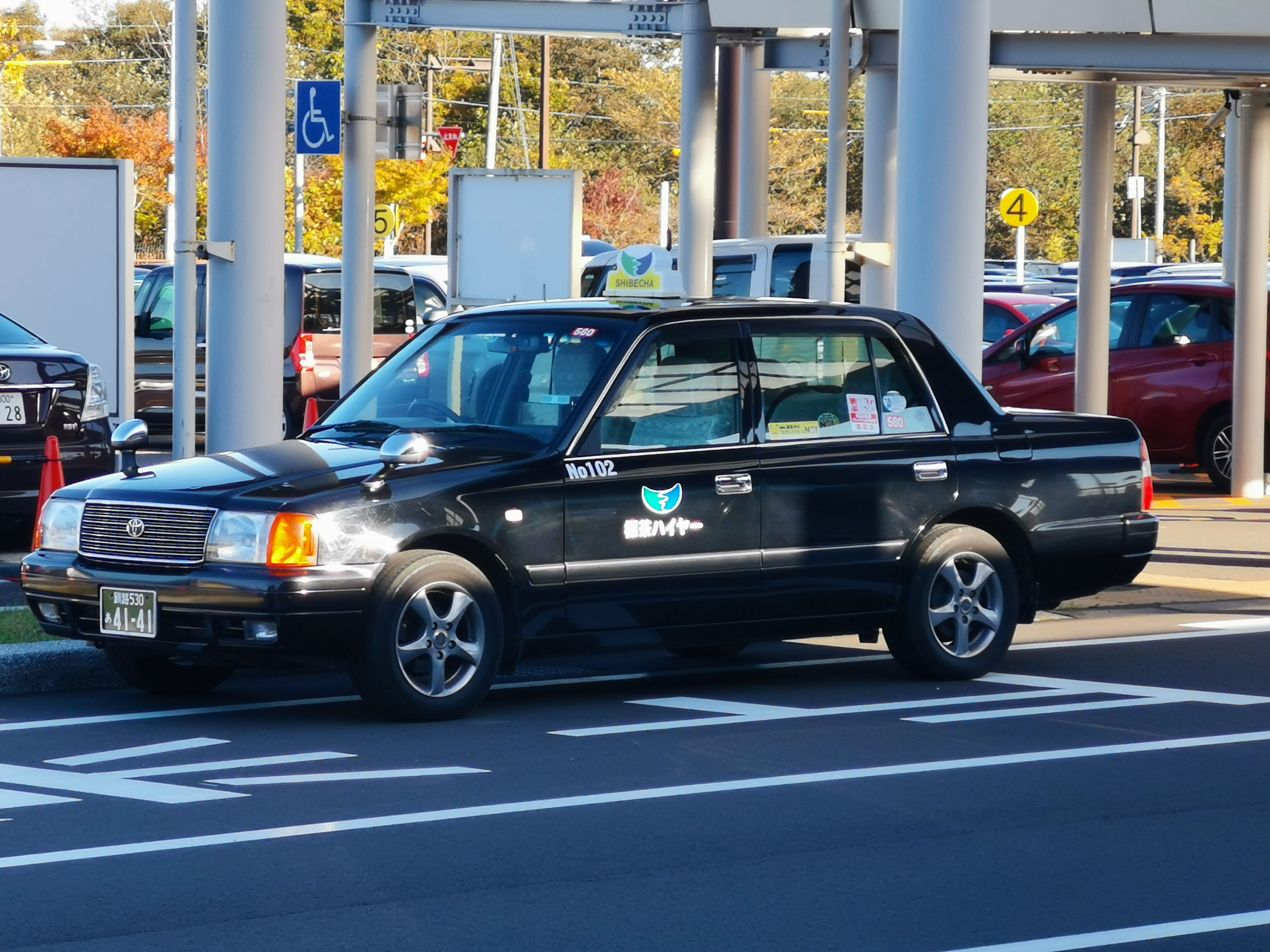
標茶ハイヤーの車両

- 標茶ハイヤー標茶ハイヤーの車両

### 道路
- 一般国道
  - 国道243号
  - 国道272号
  - 国道274号
  - 国道391号
- 都道府県道
  - 北海道道13号中標津標茶線
  - 北海道道14号厚岸標茶線
  - 北海道道53号釧路鶴居弟子屈線
  - 北海道道221号塘路厚岸線
  - 北海道道243号阿寒標茶線
  - 北海道道424号磯分内停車場線
  - 北海道道885号養老牛虹別線
  - 北海道道951号泉川線
  - 北海道道959号シラルトロ湖線
  - 北海道道1040号弟子屈熊牛原野線
  - 北海道道1052号クチョロ原野線
  - 北海道道1060号クチョロ原野塘路線
  - 北海道道1128号厚岸昆布森線

## 通信・放送
- 1990年代後半からインターネットに関する教育に力を入れ、特定非営利活動法人（NPO）のインターネット・サービス・プロバイダ、標茶インターネットプロジェクト（sip）を持つ。町内の小中学校全てがインターネットに接続され、小中学生全員がメールアドレスを持つ。
- 2005年（平成17年）6月から、市外局番が3桁｢015｣になる。（北海道では札幌｢011｣以外では初。）なお、嘗ての市外局番は「01548」であった。
- テレビ放送は標茶市街地向けに標茶ルルラン中継局からNHK釧路放送局（総合、Eテレ）・STV・HBC・UHB・HTB・TVhの各局を放送している。虹別地区においては中標津中継局のエリアである。また、他地区においても基本的に釧路送信所のエリアだが、町内数か所に町が受信障害対策の中継放送を行っている。

## 名所・旧跡・観光スポット・祭事・催事

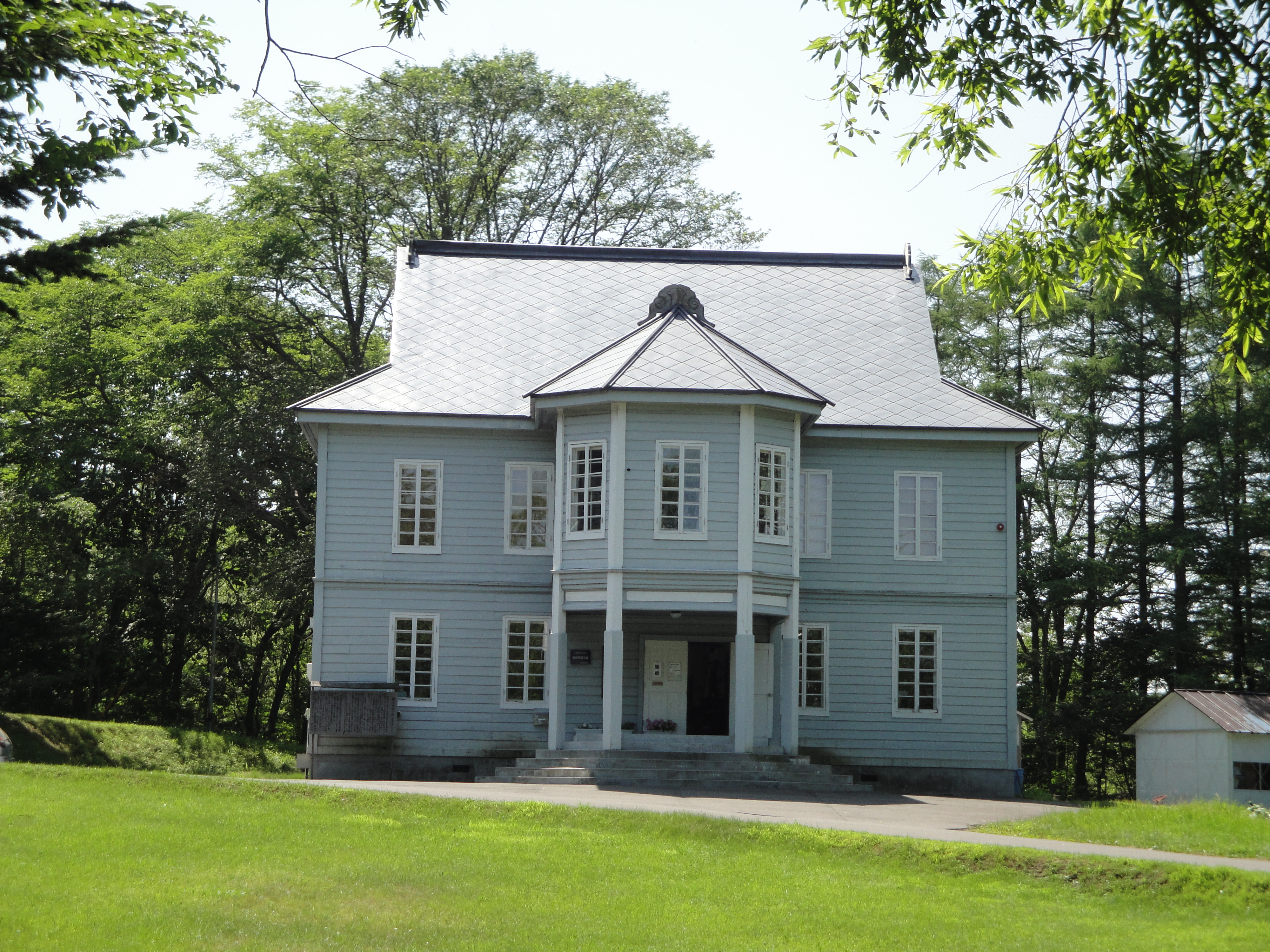
標茶町郷土館

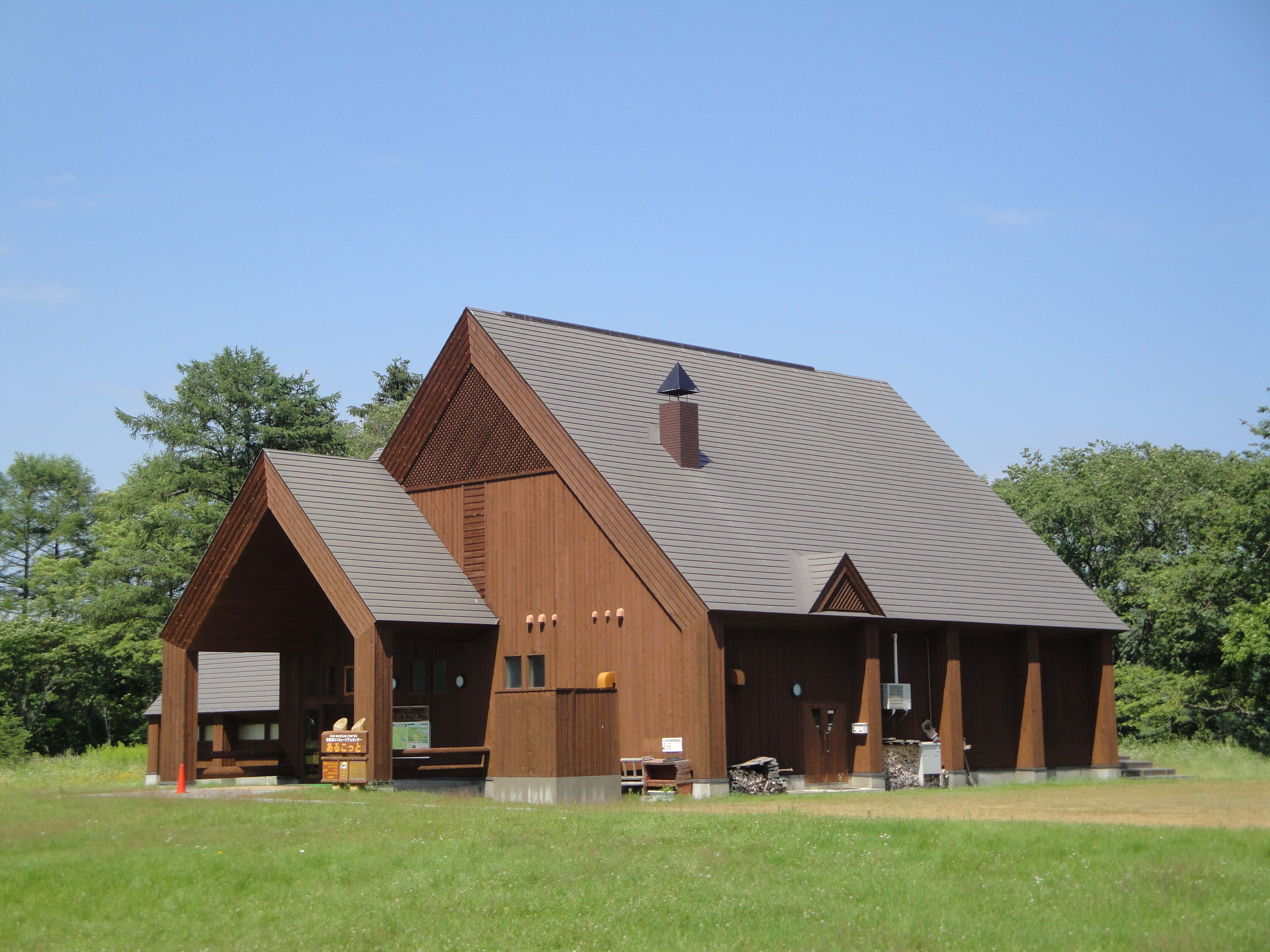
塘路湖エコミュージアムセンター

### 文化財

#### 天然記念物
- 釧路湿原

##### 標茶町指定天然記念物
- エゾカオジロトンボ
- ゴトウアカメイトトンボ
- キタサンショウウオ
- サルルン沼一帯のエゾカオジロトンボ等生息地
- ベニバナヤマシャクヤク

#### その他
- 北海道集治監釧路分監本館 - 標茶町指定有形文化財（建造物）
- 旧塘路駅逓 - 標茶町指定有形文化財（建造物）
- 標茶町二つ山遺跡第1地点出土品273点 - 標茶町指定有形文化財（美術工芸品）

### 観光
- 釧路湿原
- 塘路湖
- シラルトロ湖
- 多和平
- 標茶町郷土館 - 釧路集治監として実際に使われていた建物、町文化財指定

#### 温泉
町内には各所で温泉が湧出し、日本有数の温泉湧出量を誇る。 町民の憩いの場としても利用されているが、他地区の温泉と比べて特徴が無いためか、廃業した温泉も多い。
- 標茶温泉
- 茅沼温泉
- オーロラ温泉

### 祭り
- 春のコッタロ祭り

## 出身有名人
- 藤岡信勝 （教育学者）
- 高橋恵子 （女優）
- 櫻國輝男 （元大相撲力士（最高位・前頭11枚目））
- 伊藤博之 (実業家)  （初音ミクで知られる日本の企業・クリプトン・フューチャー・メディアの代表取締役）
- 筧陽介(実業家)（東部ダイハツ株式会社の代表取締役）

## 標茶町が舞台の作品
- 映画『仔鹿物語』
- 映画『挽歌』（原田康子）
- 映画、小説『森と湖のまつり』（武田泰淳）
- 小説『土と人』（五部作）（早川三代治）